# Eugen Václav Wratislav
Eugen Wratislav, celým jménem Eugen Václav Josef Oswald Ignatius Maria Wratislav hrabě z Mitrowicz (* 25. dubna 1961 Jindřichův Hradec) je český šlechtic a současný majitel zámku Dírná. Pochází ze šlechtického rodu Wratislavů z Mitrowicz (moderním pravopisem Vratislavů z Mitrovic). Je čestným rytířem Maltézského řádu.

## Život a původ

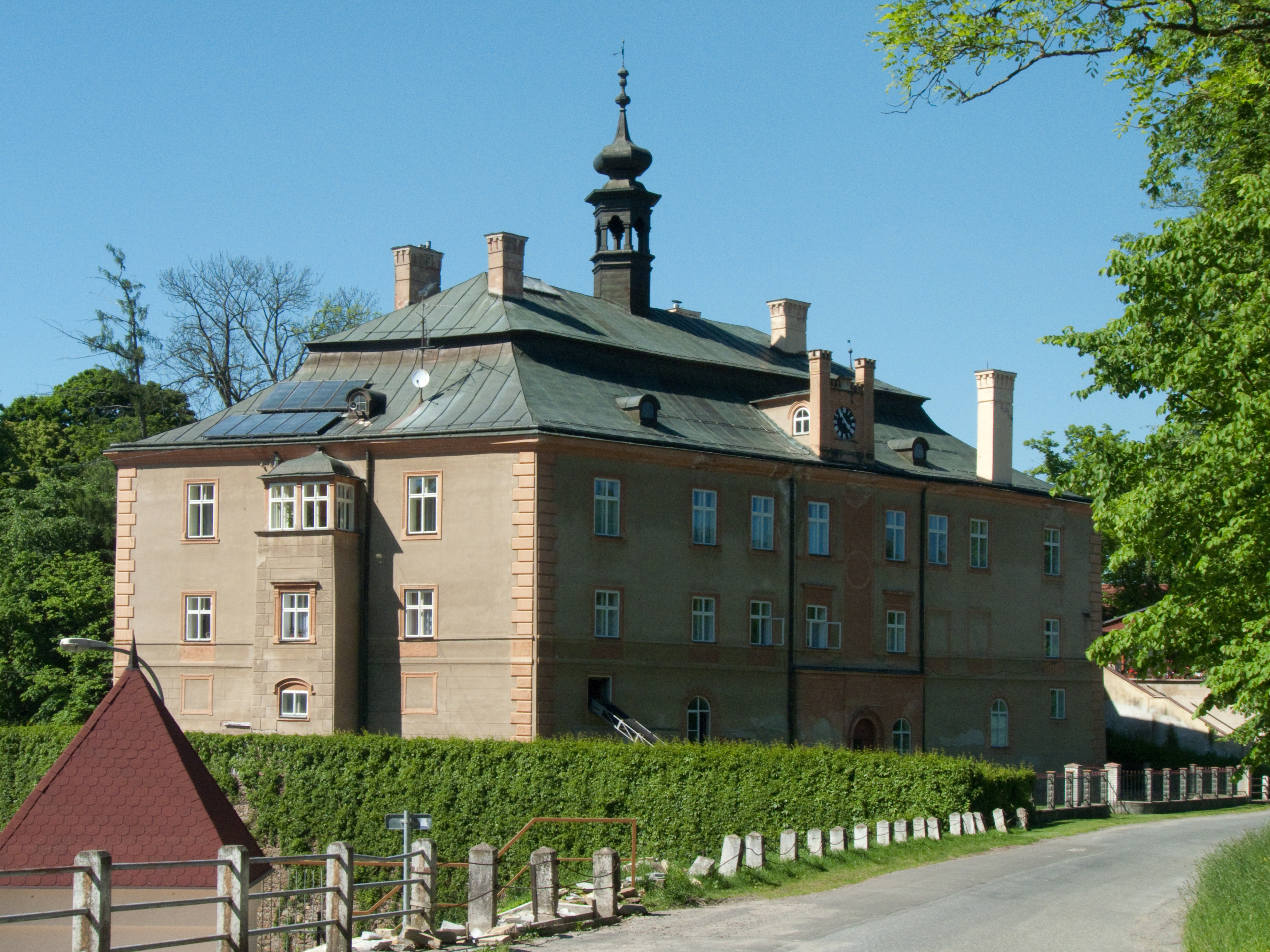
Zámek Dírná

Narodil se jako nejmladší dítě Maxmilianu Josefu Oswaldu Wratislavu z Mitrowicz (1917–2002) a jeho choti Karolíně, roz. Sternbergové (1924–2021). Má dvě starší sestry – Karolínu, provd. Ohankovou a Marii Terezii, provd. Novákovou.
Škola ho příliš nebavila, na lesnickou školu v Písku nebyl přijat. Vyučil se automechanikem. Po vojně pracoval ve státních lesích a později v dílnách JZD Dírná.
Roku 1950 byla Dírná Wratislavům zkonfiskována a až po roce 1989 se potomkům podařilo rodové sídlo získat zpět. Když otec roku 2002 zemřel, byl dědicem zámku.
Vlastní rodinnou firmu a velkostatek, na počátku 21. století zaměstnával na třicet lidí. K jeho majetku patří lesy, rybníky a pole, provozuje pilu a malou vodní elektrárnu, část majetku – les a polnosti se nachází v Polabí u Mladé Boleslavi. V Dírné působil také jako velitel sboru dobrovolných hasičů.
Je posledním mužským potomkem rodu Wratislavů z Mitrowicz žijícím v Česku. Jeho bratranci Adam (1953–2018) a Peter (* 1964), kteří se narodili ve městě New Plymouth, bydlí v zahraničí. Díky synovi Christopherovi od Adama Josepha Wratislava má rod pokračování.

## Potomstvo
Eugen Wratislav se oženil 30. října 1987 v Českých Budějovicích s Libuší, roz. Novotnou (* 13. února 1965 Tábor). Ta mu dala tři dcery:
- 1. Eliška Wratislavová (5. 8. 1988 Tábor) ∞ Miroslav Hanzlík
  - Matěj Wratislav (má příjmení po matce, aby jméno šlechtického rodu mělo v Česku dalšího pokračovatele)
- 2. Anežka Wratislavová (16. 12. 1991 Tábor)
- 3. Kateřina Wratislavová (6. 9. 1995 Tábor)